# AA Drink (wielerploeg)
AA Drink Cycling Team was een Nederlandse wielerploeg die tussen 2005 en 2014 deel uitmaakte van het peloton. De ploeg was zowel actief op de weg, op de baan en in het veldrijden. In 2008 en 2009 maakte ook voormalig wereldkampioen veldrijden Richard Groenendaal deel uit van het rennersbestand waarna hij ploegleider werd, later reden ook de veldrijders Bart Aernouts en Thijs van Amerongen bij de ploeg. Op de baan was de ploeg onder andere actief met Willy Kanis, Danny Stam, Peter Schep en Léon van Bon. Tussen 2005 en 2012 had de ploeg ook een vrouwenploeg.

## Renners

### Veld
- Bart Aernouts
- Thijs van Amerongen

### Baan
- Nick Stöpler
- Yoeri Havik
- Stef Boden
- Dimitri De Fauw
- Mitchell Huenders
- Lars van der Haar
- Peter Schep
- Jeff Vermeulen

- Willy Kanis
- Danny Stam
- Léon van Bon
- Bram Imming
- Willy Heeneman
- Tom Van Den Bosch
- Thijs Al
- Eddy van IJzendoorn

## Vrouwenploeg AA Drink-leontien.nl

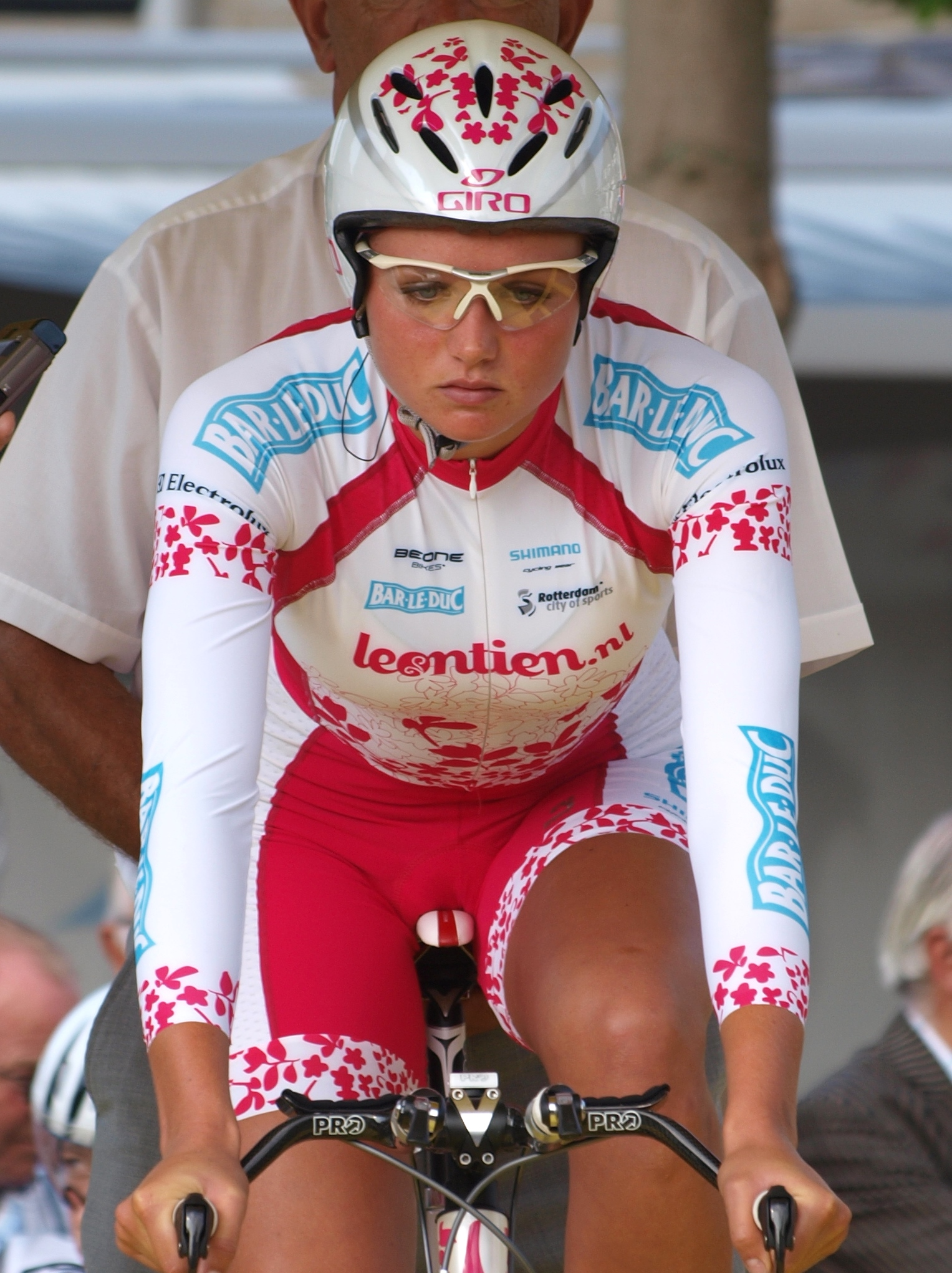
Chantal Blaak in 2009

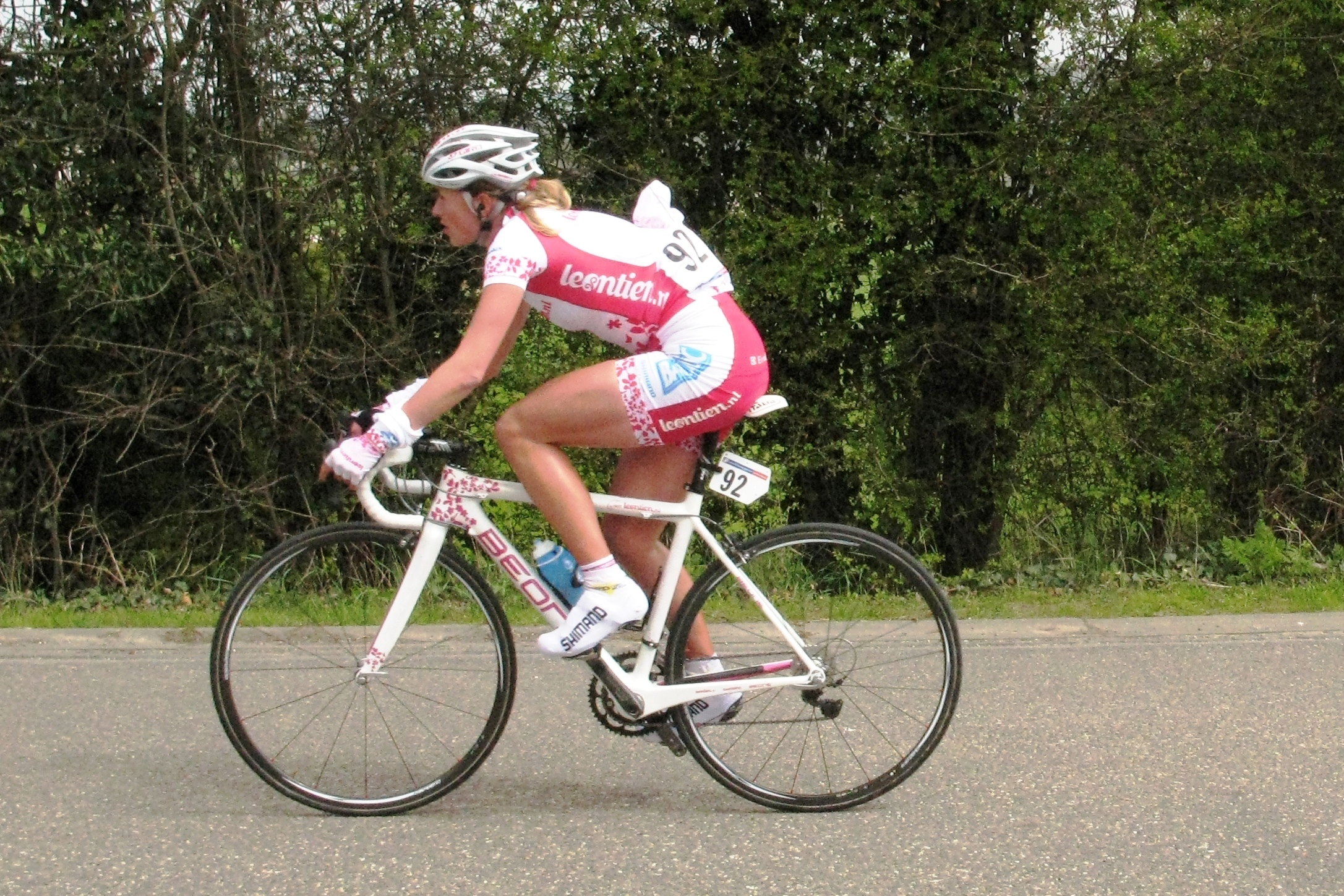
Andrea Bosman in 2010

Na vier jaar ging het damesteam in 2009 de samenwerking aan met Leontien van Moorsel en kreeg het ook een marathonschaatsploeg. Het damesteam werd op 6 juni 2009 als leontien.nl gepresenteerd door Van Moorsel en haar partner Michael Zijlaard. In de jaren 2011 en 2012 reed de wielerploeg onder de naam AA Drink-leontien.nl, waarna de damesploeg ophield te bestaan.

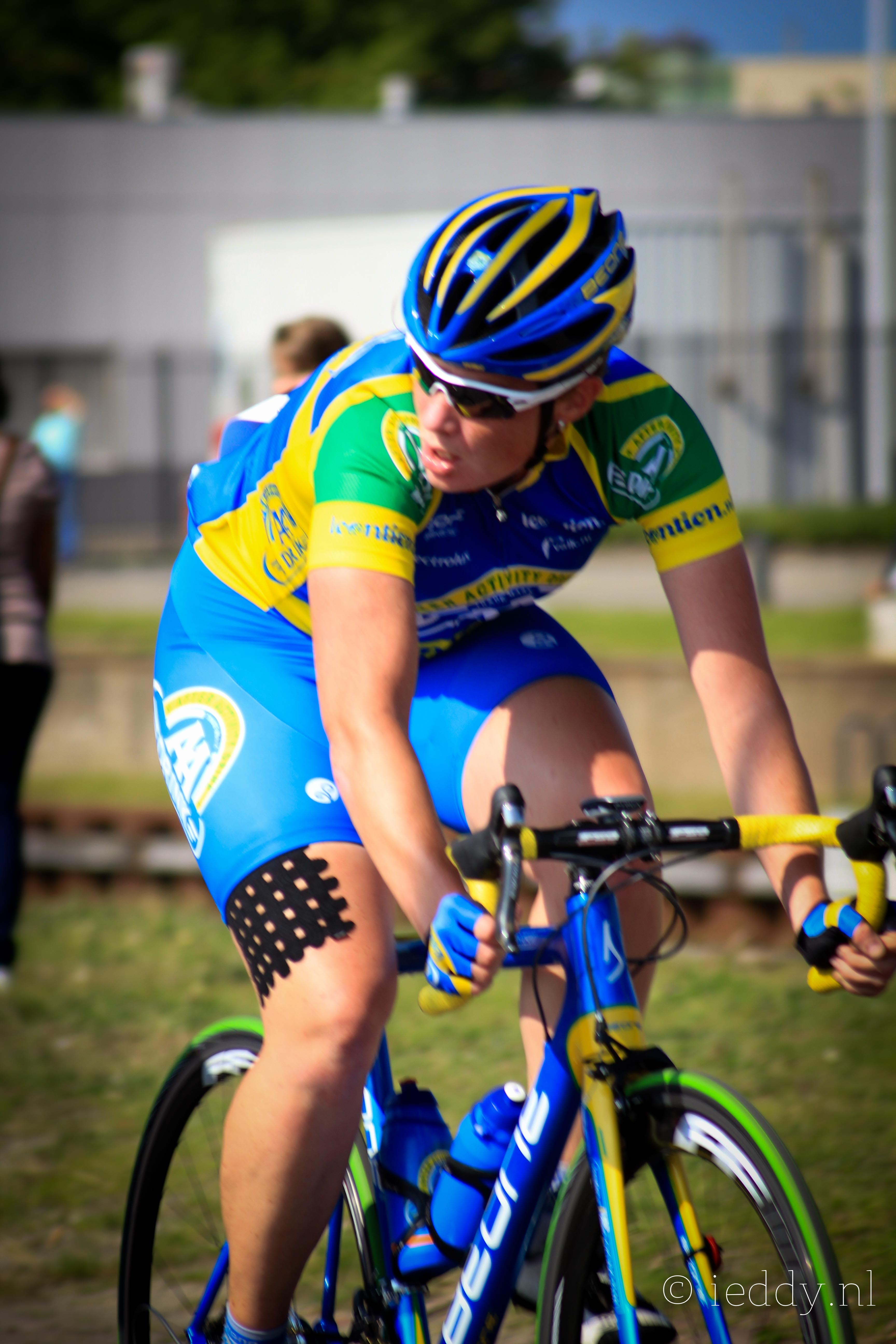
Kirsten Wild in 2011

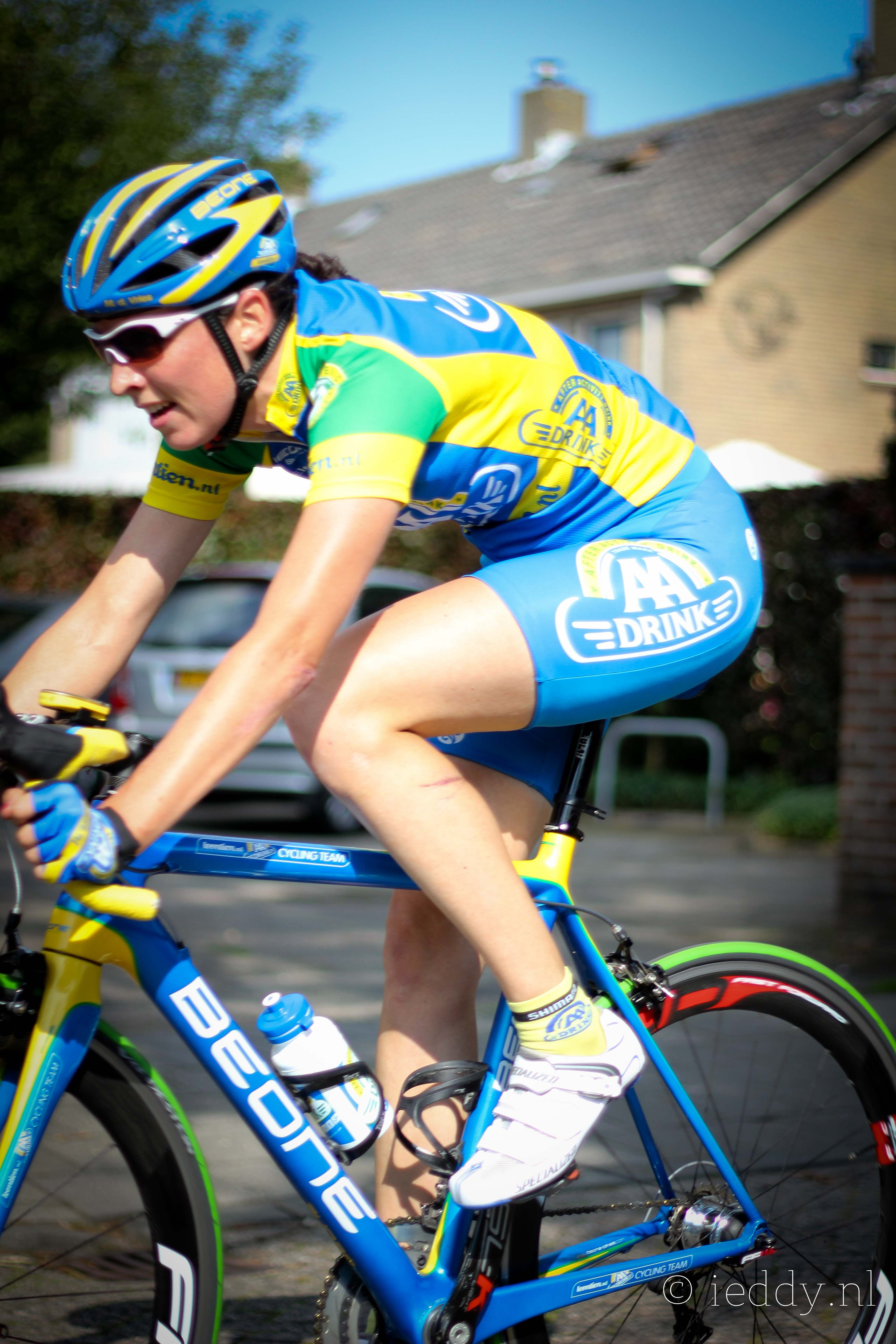
Marijn de Vries in 2011

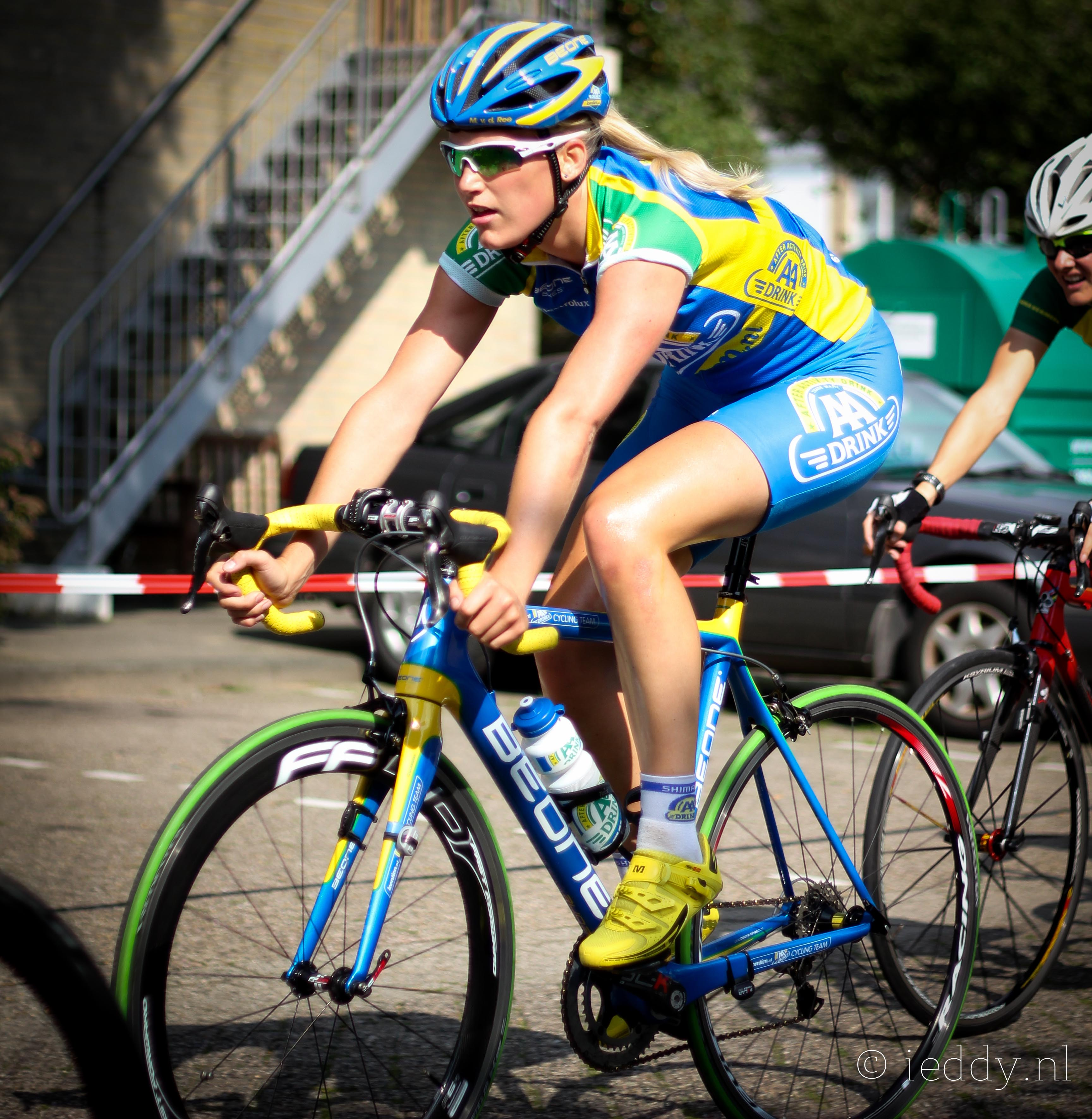
Monique van de Ree in 2011

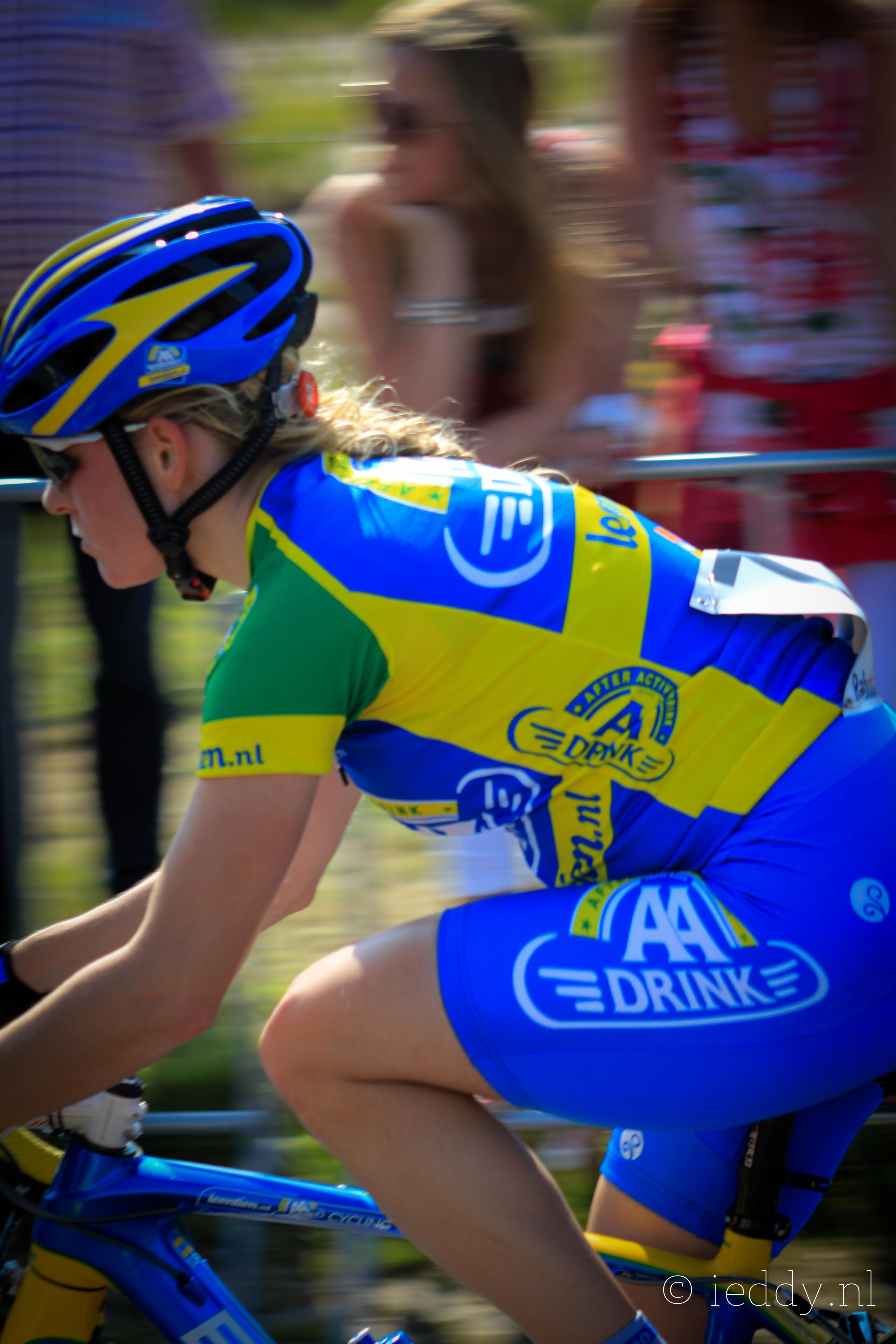
Veldrijdster Daphny van den Brand

Bij de wielerploeg reden bekende Nederlandse rensters als Kirsten Wild, Lucinda Brand, Chantal Blaak, Suzanne de Goede, Roxane Knetemann, Adrie Visser, Marijn de Vries en de veldrijdster Daphny van den Brand, maar ook bekende internationale rensters als de Zweedse Emma Johansson, de Nieuw-Zeelandse Linda Villumsen, de Italiaanse Tatiana Guderzo, de Amerikaanse Shelley Olds, de Belgen Jessie Daams en Ludivine Henrion, de Duitsers Theresa Senff en Trixi Worrack en de Britten Elizabeth Deignan, Emma Pooley en Sharon Laws.
In de winterseizoenen 2009-2010 en 2010-2011 werd de wielerploeg aangevuld met een marathonschaatsploeg die uitkwam in de Topdivisie. Marianne van Leeuwen, die een jaar eerder opviel op natuurijs en in Collalbo een baanrecord op de 10 kilometer reed, werd het boegbeeld. De ploeg werd aangevuld met drie rijdsters die nog een nieuw team zochten. Lillian van Haaster bewees zich als sprintster met podiumplekken op kunstijs en op de Weissensee. Zij won daarmee het jongerenklassement van de Marathon Cup, verdiende een nominatie voor de Willem Poelstra Trofee voor de beste belofte van 2010 en een overstap naar team Bekkering.

### Wielerploeg

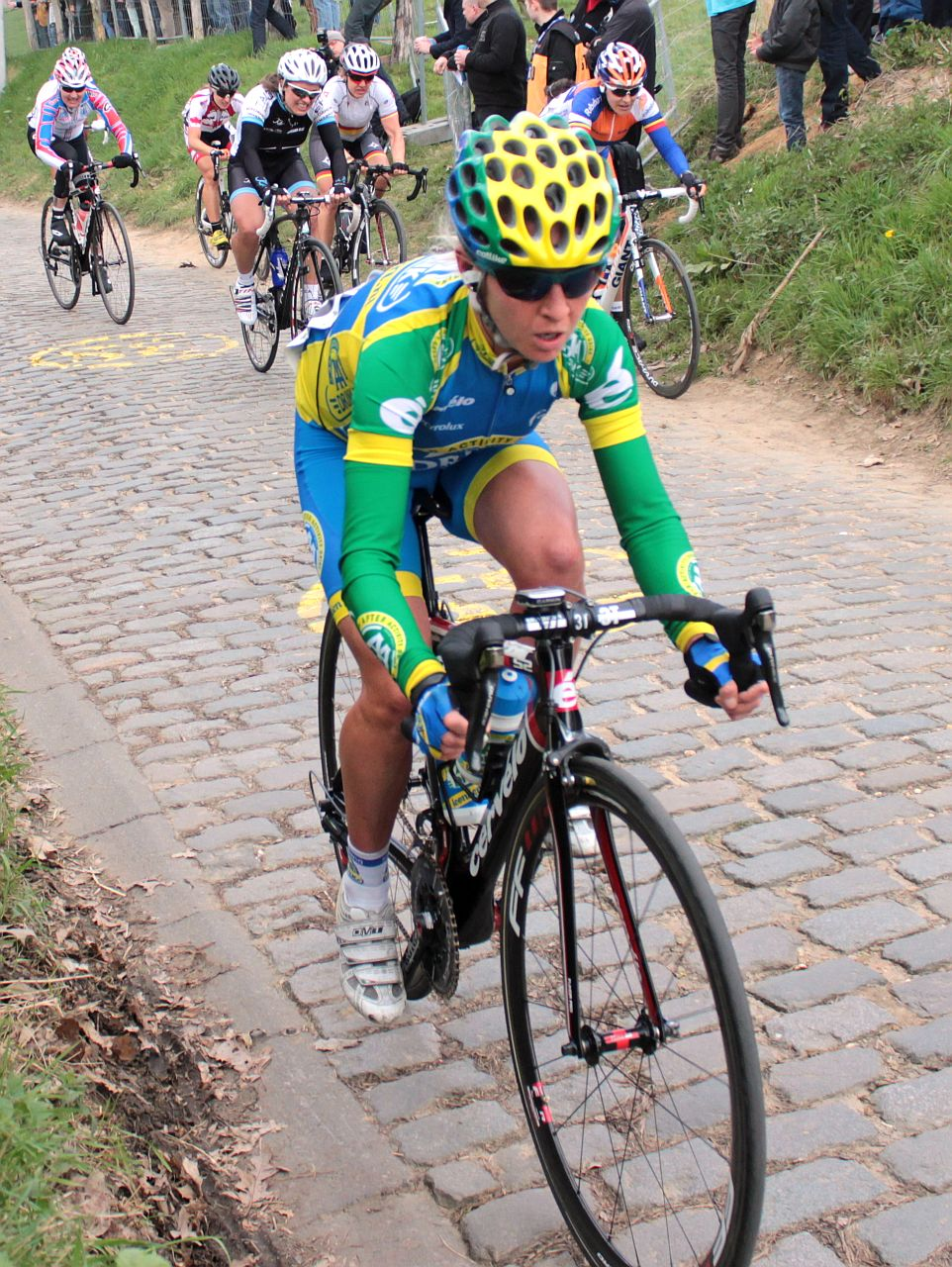
Emma Pooley in 2012

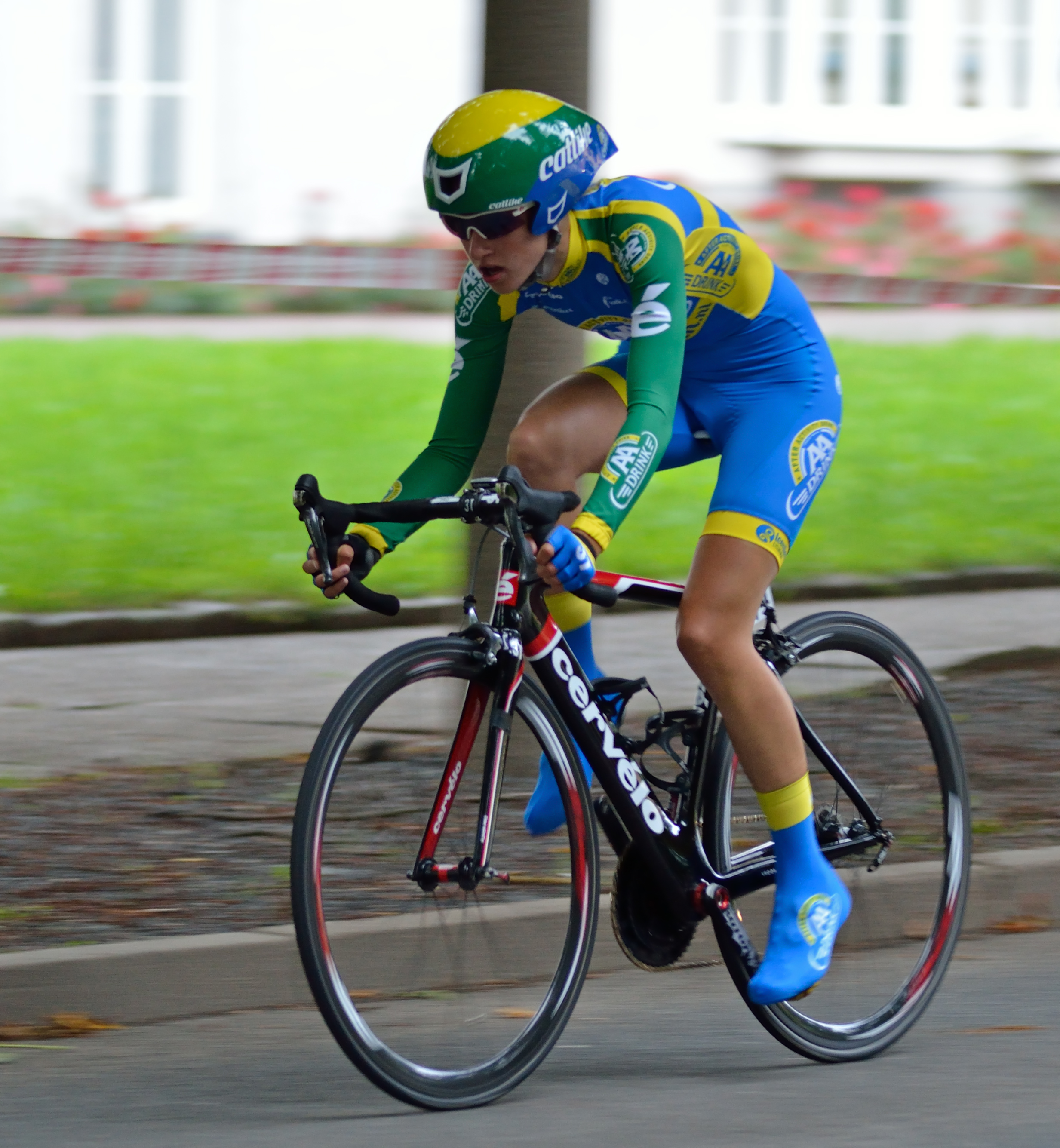
Jessie Daams in 2012

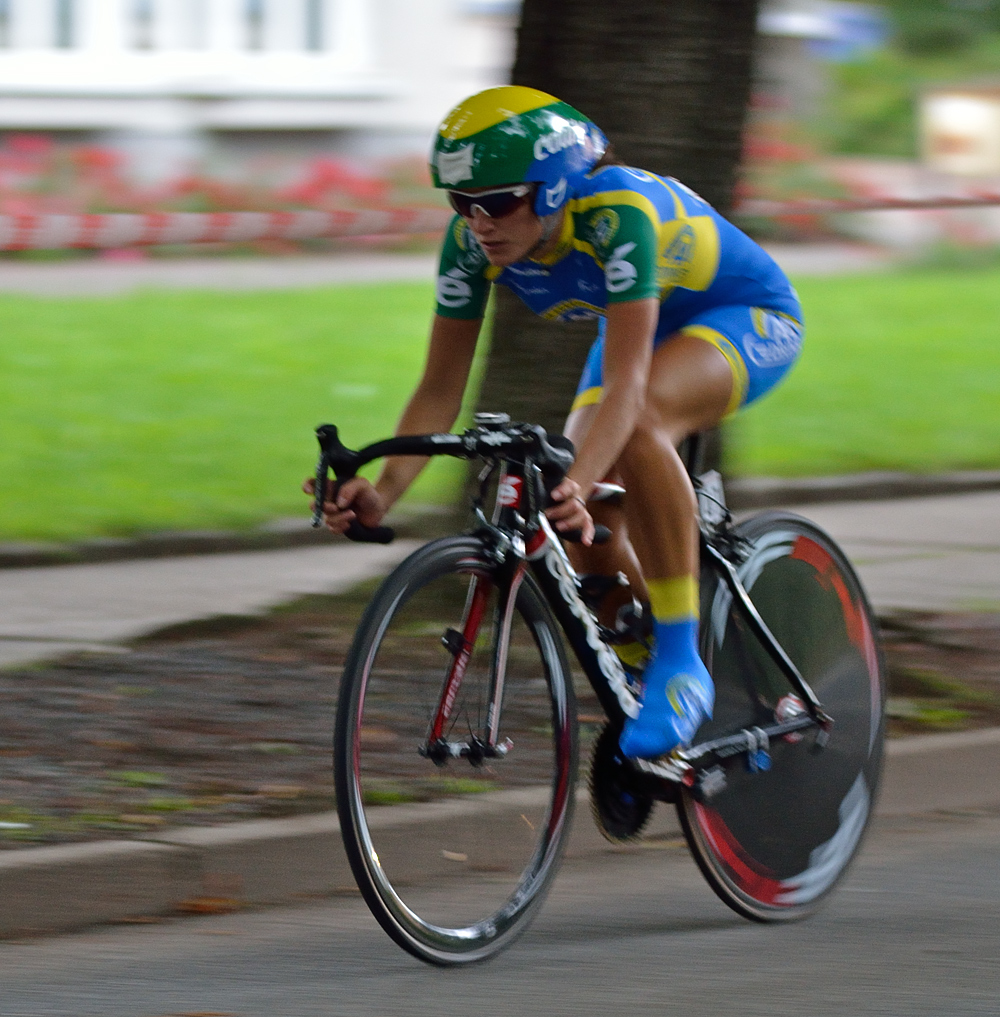
Lizzie Armitstead in 2012

| Naam                                | Geboortedatum | Nationaliteit       | Jaren                |
| ----------------------------------- | ------------- | ------------------- | -------------------- |
| Sissy van Alebeek                   | 8-2-1976      | Nederland           | 2005                 |
| Elizabeth Armitstead                | 18-12-1988    | Verenigd Koninkrijk | 2012                 |
| Nathalie Bates                      | 29-3-1980     | Australië           | 2005-2006            |
| Kate Bates                          | 18-5-1982     | Australië           | 2005                 |
| Marlijn Binnendijk                  | 12-5-1986     | Nederland           | 2005-2010            |
| Chantal Blaak                       | 22-10-1989    | Nederland           | 2008-2012            |
| Andrea Bosman                       | 6-8-1979      | Nederland           | 2009-2010            |
| Lucinda Brand                       | 2-7-1989      | Nederland           | 2009-2012            |
| Daphny van den Brand                | 6-4-1978      | Nederland           | 2005                 |
| Inge Van Den Broeck                 | 21-3-1978     | België              | 2007-2008            |
| Irene van den Broek                 | 26-8-1980     | Nederland           | 2007-2011            |
| Latoya Brulee                       | 9-12-1988     | België              | 2007-2008            |
| Paulina Brzeźna                     | 10-9-1981     | Polen               | 2007-2008            |
| Sara Carrigan                       | 7-9-1980      | Australië           | 2005                 |
| Jessie Daams                        | 28-5-1990     | België              | 2012                 |
| Suzanne de Goede                    | 16-4-1984     | Nederland           | 2005-2006            |
| Maxime Groenewegen                  | 20-7-1988     | Nederland           | 2005-2008            |
| Josephine Groenveld                 | 25-8-1982     | Nederland           | 2005-2007            |
| Tatiana Guderzo                     | 22-8-1984     | Italië              | 2007                 |
| Angela Hennig                       | 15-1-1981     | Duitsland           | 2005-2006            |
| Ludivine Henrion                    | 23-1-1984     | België              | 2008                 |
| Corine Hierckens                    | 30-5-1982     | België              | 2006                 |
| Marit Huisman                       | 1-3-1989      | Nederland           | 2009                 |
| Emma Johansson                      | 23-9-1983     | Zweden              | 2008                 |
| Marlen Jöhrend                      | 2-1-1986      | Duitsland           | 2011                 |
| Roxane Knetemann                    | 1-4-1987      | Nederland           | 2006-2007            |
| Sharon Laws                         | 7-7-1974      | Verenigd Koninkrijk | 2012                 |
| Lucy Martin                         | 5-5-1990      | Verenigd Koninkrijk | 2012                 |
| Sandra Missbach                     | 19-3-1978     | Duitsland           | 2005-2006            |
| Marieke van Nek                     | 14-11-1988    | Nederland           | 2006, 2012           |
| Shelley Olds                        | 30-9-1980     | Verenigde Staten    | 2012                 |
| Madeleine Olsson                    | 14-11-1982    | Zweden              | 2012                 |
| Emma Pooley                         | 3-10-1982     | Verenigd Koninkrijk | 2012                 |
| Monique van de Ree                  | 2-3-1988      | Nederland           | 2009-2011            |
| An Van Rie                          | 9-6-1974      | België              | 2007                 |
| Eline De Roover                     | 4-4-1992      | België              | 2011                 |
| Gabrielle Rovers                    | 21-11-1976    | Nederland           | 2008                 |
| Carla Ryan                          | 21-9-1985     | Australië           | 2012                 |
| Theresa Senff                       | 2-2-1982      | Duitsland           | 2005-2006, 2008      |
| Isabelle Söderberg                  | 28-5-1989     | Zweden              | 2012                 |
| Kathleen Sterckx                    | 8-6-1975      | België              | 2007                 |
| Karen Steurs                        | 27-8-1979     | België              | 2007                 |
| Suzanne van Veen                    | 3-10-1987     | Nederland           | 2009                 |
| Linda Villumsen                     | 9-4-1985      | Nieuw-Zeeland       | 2011                 |
| Adrie Visser                        | 19-10-1983    | Nederland           | 2005-2006            |
| Heleen Van Vliet                    | 17-9-1982     | Nederland           | 2010-2011            |
| Marijn de Vries                     | 19-11-1978    | Nederland           | 2010-2012            |
| Lianne Wagtho                       | 5-6-1985      | Nederland           | 2009-2010            |
| Marieke van Wanroij                 | 5-7-1979      | Nederland           | 2012                 |
| Laure Werner                        | 22-2-1981     | België              | 2008                 |
| Anne de Wildt                       | 29-10-1989    | Nederland           | 2010-2011            |
| Kirsten Wild                        | 15-10-1982    | Nederland           | 2006-2008, 2011-2012 |
| Josien van Wingerden-van den Heerik | 22-9-1987     | Nederland           | 2009-2011            |
| Trixi Worrack                       | 28-9-1981     | Duitsland           | 2011                 |
| Anouska van der Zee                 | 5-4-1976      | Nederland           | 2005                 |

#### Belangrijke overwinningen
2005
Sparkassen Giro, Angela Hennig
Eindklassement Ronde van Thüringen, Theresa Senff
Eindklassement Ronde van Drenthe, Suzanne de Goede
2006
Omloop Het Nieuwsblad, Suzanne de Goede
Eindklassement Tour de Feminin - Krásná Lípa, Theresa Senff
2007
Eindklassement Ronde van Polen, Kirsten Wild
2008
Omloop Het Volk, Kirsten Wild
Omloop van Borsele, Kirsten Wild
Kasseien Omloop Exloo, Kirsten Wild
Eindklassement Trophée d'Or, Emma Johansson
2009
Kasseien Omloop Exloo, Chantal Blaak
2011
Omloop van Borsele, Kirsten Wild
Erondegemse Pijl, Chantal Blaak
2012
Omloop van het Hageland, Elizabeth Armitstead
Ronde van Chongming, Shelley Olds
Emakumeen Saria, Emma Pooley
Eindklassement Tour de l'Ardèche, Emma Pooley

#### Kampioenschappen
2005
 Australisch baankampioen ind. achtervolging, puntenkoers en scratch, Kate Bates
 Nederlands baankampioen ind. achtervolging, puntenkoers en scratch, Adrie Visser
 Nederlands kampioen tijdrijden, Suzanne de Goede
 Nederlands kampioen veldrijden, Daphny van den Brand
2006
 Europees baankampioen puntenkoers (beloften), Marlijn Binnendijk
 Gemenebestspelen wegrit, Nathalie Bates
 Nederlands baankampioen puntenkoers en scratch, Adrie Visser
2007
 Europees baankampioen puntenkoers (beloften), Marlijn Binnendijk
 Belgisch kampioen tijdrijden, An Van Rie
 Nederlands kampioen op de weg, Marlijn Binnendijk
2008
 Nederlands baankampioen scratch, Kirsten Wild
 Pools kampioen op de weg, Paulina Brzeźna
 Zweeds kampioen tijdrijden, Emma Johansson
2009
 Europees kampioen op de weg (beloften), Chantal Blaak
 Nederlands kampioen ploegentijdrit, Chantal Blaak, Marit Huisman, Suzanne van Veen
2011
 Nederlands baankampioen koppelkoers, puntenkoers en scratch, Kirsten Wild
2012
 Brits kampioen op de weg, Sharon Laws
 Nederlands baankampioen omnium, Kirsten Wild

### Schaatsploeg
| Beennummer | Naam                 | Nationaliteit | Jaren               |
| ---------- | -------------------- | ------------- | ------------------- |
| 39         | Marianne van Leeuwen | Nederland     | 2009/2010-2010/2011 |
| 83         | Eline Bavius         | Nederland     | 2009/2010           |
| 84         | Lillian van Haaster  | Nederland     | 2009/2010           |
| 85         | Heleen van Vliet     | Nederland     | 2009/2010-2010/2011 |

#### Beste individuele en top 3 Uitslagen
2010-2011
Marianne van Leeuwen 3e in de Twente Cup
2009-2010
Lillian van Haaster
1e Jongeren (7e algemeen) Klassement Marathon Cup
2e Jongeren (12e algemeen) Klassement Driedaagse
2e Marathon Cup 13 te Haarlem
2e Marathon Cup 10 te Biddinghuizen
2e Criterum Weissensee
3e Aart Koopmans Memorial (Grand Prix 1) op de Weissensee
Elline Bavius 6e Marathon Cup 5 te Deventer
Heleen van Vliet 9e Marathon Cup 11 te Breda